# سلمان سعد
سلمان سعد (مواليد 24 فبراير 1984) لاعب كرة قدم بحريني يلعب حاليا لصالح نادي الدرجة الأولى البحرين البحريني في مركز الوسط المهاجم من 2002.

## الإنجازات
- الدرجة الثانية (1): 2016